# Back to the Primitive (film 1911)
Back to the Primitive è un cortometraggio muto del 1911 diretto da Francis Boggs e Otis Turner. Turner, insieme a Edward McWade, firma anche la sceneggiatura.
Il film fa parte della serie Captain Kate, interpretata da Kathlyn Williams nel ruolo di Kate.

## Produzione
Il film fu prodotto da William Nicholas Selig per la sua compagnia, la Selig Polyscope Company. Venne girato in Florida.

## Distribuzione
Distribuito dalla General Film Company, il film - un cortometraggio di una bobina - uscì nelle sale cinematografiche statunitensi l'11 maggio 1911. Non si conoscono copie ancora esistenti della pellicola che viene considerata presumibilmente perduta.